# Choletria
Choletria (griechisch Χολέτρια) ist eine Gemeinde im Bezirk Paphos in der Republik Zypern. Bei der Volkszählung im Jahr 2021 hatte sie 256 Einwohner.

## Name
Es gibt zwei Versionen zur Herkunft des Ortsnamens. Eine Version besagt, dass der Name von der Lage des Ortes am Fuße zweier Berge und am Ufer eines Flusses kommt, was aussieht wie ein großer Choletra („Graben“). Die andere Version zur Herkunft des Namens besagt, dass der Name auf die Existenz eines alten, wahrscheinlich aus dem Mittelalter stammenden Aquädukts zurückzuführen ist.

## Lage und Umgebung

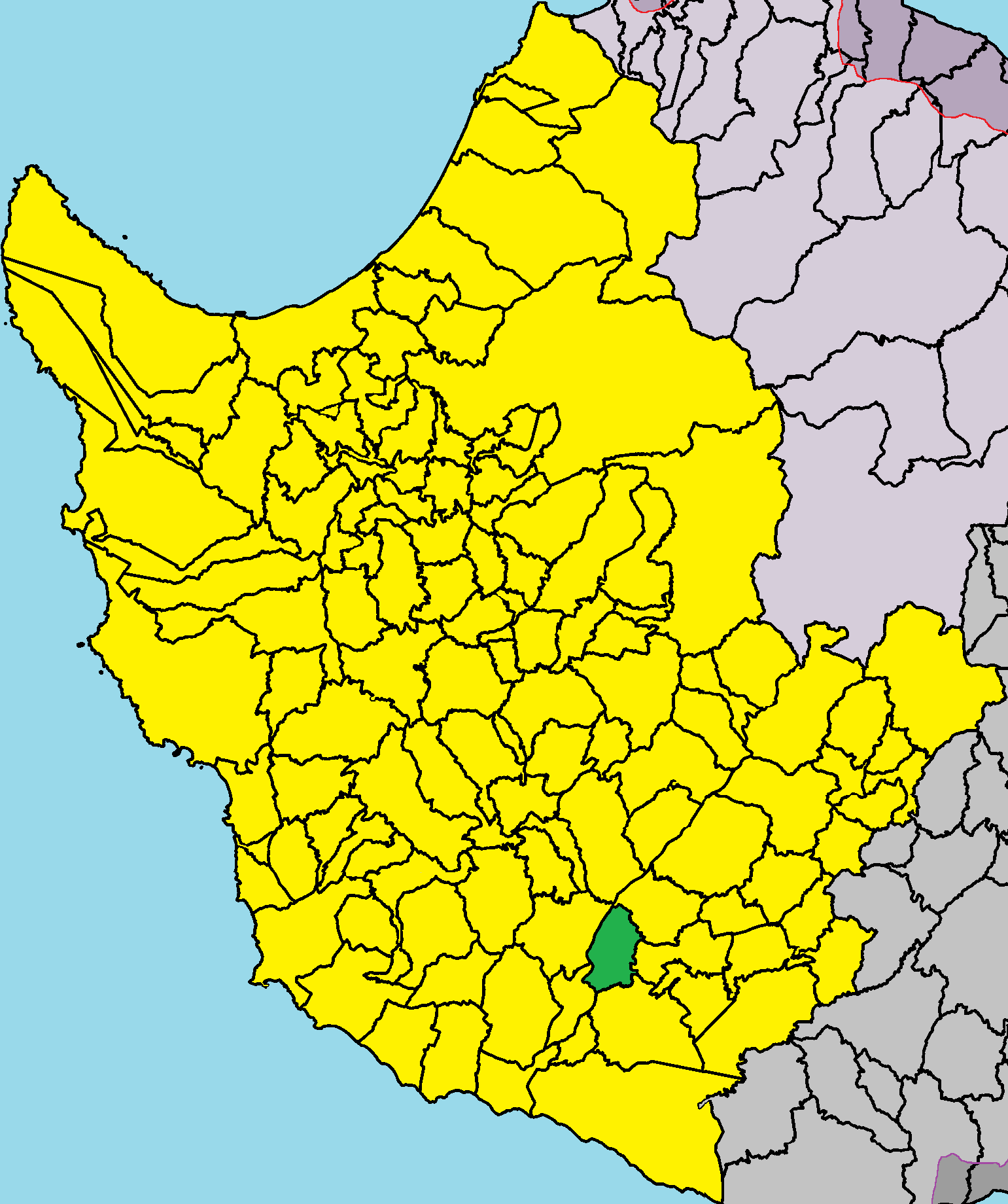
Lage im Bezirk Paphos

Choletria liegt im Südwesten der Mittelmeerinsel Zypern auf einer Höhe von etwa 150 Metern, etwa 23 Kilometer südöstlich von Paphos, 61 Kilometer nordwestlich von Limassol und 143 Kilometer südwestlich von Nikosia. Es befindet sich auf zwei kleinen Hügeln und auf dem Rücken der beiden Flüsse Xeropotamos und Dhiarizos. Das 7,23653 Quadratkilometer große Dorf grenzt im Norden und Osten an Stavrokonnou, im Osten an Mamonia, im Süden an Souskiou und im Westen an Finikas und Nata. Das Dorf kann über die Straße F617 erreicht werden.
Die durchschnittliche jährliche Niederschlagsmenge im Ort beträgt etwa 480 Millimeter. In der Umgebung werden Weinreben, Getreide, Oliven, Johannisbrot und Zitrusfrüchte angebaut.

## Geschichte
Bei Ausgrabungen bei der Stätte „Ortos“ im Jahr 1994 fand man auf dem Gebiet der Gemeinde Überreste von Behausungen, die aus prähistorischer Zeit (5.600 v. Chr.) stammen. Historisch gesehen existiert Choletria jedoch seit dem Mittelalter und war damals ein Lehen des Johanniterorden.
In jüngerer Zeit befand sich die Siedlung in Agia Irini, ganz in der Nähe des heutigen Ortes. Aufgrund ihrer leicht zu findenden Lage wurde das Dorf von Sarazenen und anderen Räubern geplündert. Deswegen zogen die Bewohner an einen geschützten Ort, der heute Altes Dorf oder Altes Choletria genannt wird. Durch das Erdbeben in Paphos am 10. September 1953 und häufige Erdrutsche von 1967 bis 1969 begann die Arbeit zur Umsiedlung der Bewohner am 10. März 1971. Im Jahr 1975 zogen alle Familien in den neuen Ort.

### Bevölkerungsentwicklung
| Jahr      | 1881 | 1891 | 1901 | 1911 | 1921 | 1931 | 1946 | 1960 | 1976 | 1982 | 1992 | 2001 | 2011 | 2021 |
| Einwohner | 103  | 121  | 149  | 191  | 235  | 221  | 313  | 356  | 266  | 257  | 249  | 240  | 264  | 256  |